# Pierre Rivory
Pierre Rivory, né le 22 septembre 1945 à Pélussin, est un ancien coureur cycliste professionnel français.

## Biographie
Il est à l'origine de la création du club de l'Union Cycliste de Pélussin en 1971. En 1983, sous son impulsion une nouvelle équipe professionnelle, Saint-Étienne Pélussin voit le jour.

## Palmarès
- 1968
  - Tour de l'Yonne
  - 2e du Grand Prix de Cours-la-Ville
  - 3e du Tour des Combrailles
- 1969
  - Deux Jours de Valence :
    - Classement général
    - 2e étape

  - 4e étape du Tour du Limousin
  - 3e du Grand Prix du Luxembourg
  - 3e du Circuit de l'Indre
- 1970
  - Prix Facis :
    - Classement général
    - 5e étape

  - Championnat de Dauphiné-Savoie
  - 1re étape du Tour de l'Yonne
  - 2e de la Ronde du Carnaval
  - 2e de la Montée du Puy de Dôme
  - 3e de la Route de France
  - 3e du Tour des 2 Savoies
- 1972
  - 3e de Nice-Seillans
- 1973
  - 2e du Tour du Limousin
  - 3e de la Ronde du Carnaval

## Résultats sur le Tour de France
1 participation
- 1971 : abandon